# 1920
1920 (MCMXX) a fost un an bisect al calendarului gregorian, care a început într-o zi de joi.

## Evenimente

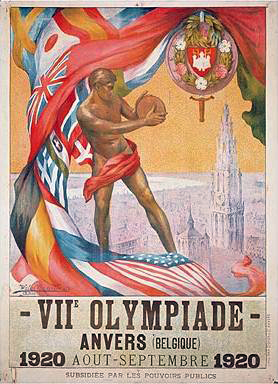
20 aprilie: Se deschid Jocurile Olimpice de vară la Anvers, Belgia.

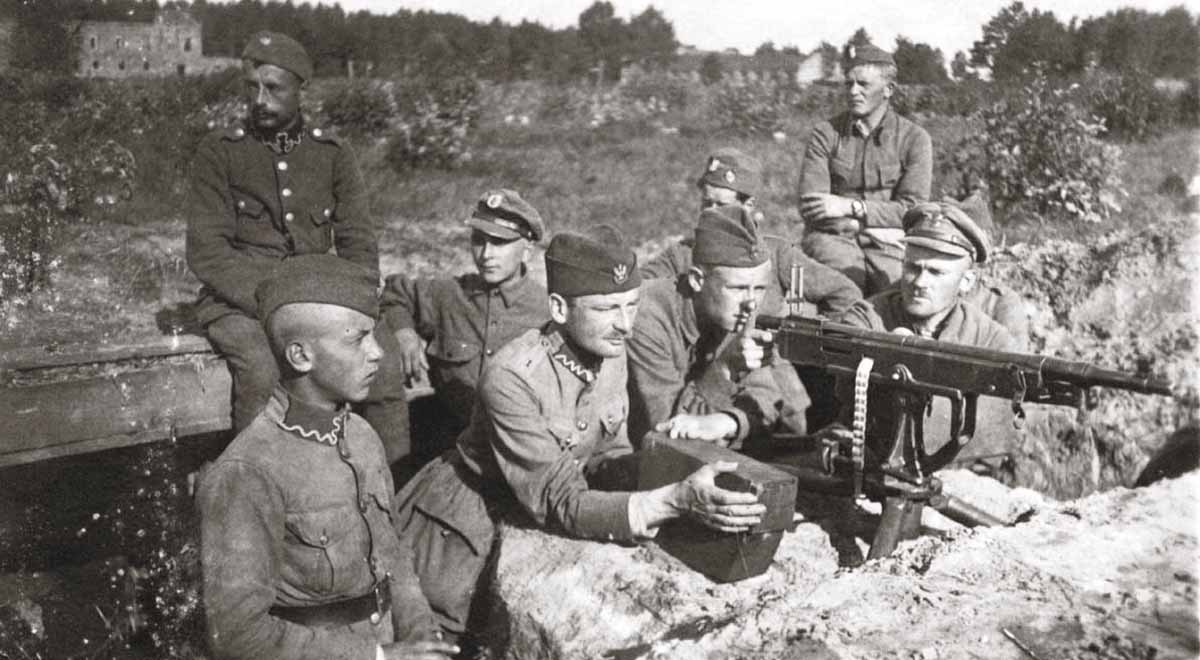
13 august: Bătălia de la Varșovia, august 1920.

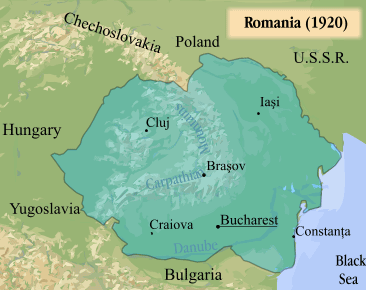
România în 1920.

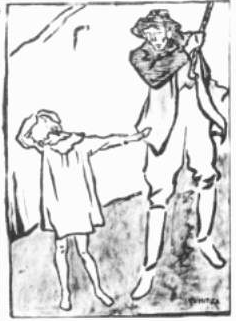
Desen realizat de Nicolae Tonitza, în anul 1920, apărut în ziarul Cuvântul Liber.

### Ianuarie
- 10 ianuarie: La Geneva se înființează „Societatea Națiunilor”, în care România este membru fondator.
- 16 ianuarie: Începutul prohibiției în SUA, când cel de-al 18-lea Amendament al Constituției intră în vigoare.
- 30 ianuarie: România și Cehoslovacia stabilesc relații diplomatice la nivel de legație.

### Februarie
- 24 februarie: Adolf Hitler își prezintă programul național socialist la München.

### Martie
- 13 martie: Guvernul Vaida-Voievod este demis și înlocuit cu un guvern condus de generalul Alexandru Averescu, care dizolvă Parlamentul și organizează noi alegeri.
- 15 martie: Are loc greva muncitorilor metalurgiști de la fabricile "Wolff", "Vulcan" și "Lemaître", care ține 6 luni, patronii închizând întreprinderile.
- 23 martie: Amiralul Horthy declară că Ungaria este o monarhie fără nimeni pe tron.

### Aprilie
- 20 aprilie: Se deschid Jocurile Olimpice de vară la Anvers, Belgia.
- 24 aprilie: Războiul polono-sovietic: Trupele poloneze și ucrainiene atacă armata sovietică care ocupa Ucraina.
- 26 aprilie: Înființarea, la Cluj, a primului Institut speologic din lume.
- 28 aprilie: Azerbaijan intră in componența Uniunii Sovietice.

### Mai
- 7 mai: Războiul polono-sovietic: Trupele poloneze ocupă orașul Kiev. Guvernul ucrainean se întoarce în oraș.
- 16 mai: Papa Benedict al XV-lea a canonizat-o pe Ioana d'Arc.
- 20 mai: S-a inaugurat Opera Română din Cluj, cu opera "Aida" de Giuseppe Verdi.
- 26 mai: Constantin Brâncuși a participat, la Paris, la "Festivalul Dada" împreună cu André Gide, Paul Valéry, F. Léger etc. fiind unul dintre semnatarii manifestului intitulat Contre Cubisme, contre Dadaisme.

### Iunie
- 4 iunie: Se încheie Tratatul de la Trianon între Puterile Aliate și Ungaria. Recunoașterea pe plan internațional a unirii Transilvaniei, Banatului, Crișanei și Maramureșului cu România (a intrat în vigoare la 26 iulie 1921).
- 12 iunie: Războiul polono-sovietic: Armata Roșie preia controlul asupra orașului Kiev.

### Iulie
- 1 iulie: Germania își declară neutralitatea în războiul dintre Polonia și URSS.
- 11 iulie: Yul Brynner se naște la Vladivostok în Ținutul Primorie.
- 12 iulie: Rusia Bolșevică recunoaște independența Lituaniei.
- 16 iulie: "Acordul de la Spa" privind reparațiile datorate de Germania puterilor învingătoare din Primul Război Mondial. României i-a fost repartizată o cotă de 1% din totalul reparațiilor germane și 10,55 % din cele orientale (de la Ungaria, Austria și Bulgaria).

### August
- 10 august: Marele Imperiu Otoman dispare. Prin semnarea Tratatului de la Sèvres pierde patru cincimi din teritoriul său.
- 11 august: Rusia Bolșevică recunoaște independența Estoniei și a Letoniei.
- 13 august: A început Bătălia de la Varșovia, bătalia finală a războiului polono-sovietic.

### Octombrie
- 1 octombrie: A fost înființată Legația română de la Budapesta. Traian Stârcea a fost numit consul.
- 1 octombrie: A fost înființată Legația României de la Viena. Consul a fost numit Nicolae B. Cantacuzino.
- 20 octombrie: Începe greva generală a proletariatului din România, la care participă cca 400.000 de salariați. Cuprinde toate ramurile industriei și transporturilor și este prima grevă politică generală a proletariatului din întreaga Românie (20-28 octombrie).
- 28 octombrie: România semnează la Paris, împreună cu Franța, Marea Britanie, Italia și Japonia, Tratatul de recunoaștere a unirii Basarabiei cu România.

### Noiembrie
- 11 noiembrie: Începe activitatea Școlii Politehnice din Timișoara, în baza Decretului Regal nr. 4822 din 1920, semnat de Regele Ferdinand I.
- 28 noiembrie: A apărut, la București, săptămânalul "Adevărul literar și artistic", continuator al "Adevărului ilustrat", fondat de Constantin Mille.
- 28 noiembrie: A fost înființată la Paris Federația interaliată a foștilor combatanți (FIDAC), la care România a fost unul din membrii fondatori. Înființată la inițiativa unor veterani din primul război mondial predominant pacifiști, la congresul de constituire s-au asociat asociații ale veteranilor din Franța (6 asociații, inclusiv UNC și UF), Belgia (FNC), Marea Britanie (British Empire Service League și apoi British Legion), SUA (American Legion), România (Uniunea Națională a Foștilor Luptători), Cehoslovacia (Asociația Druzina), Italia și Serbia.

### Decembrie
- 1 decembrie: Consiliul orășenesc al orașului Brașov a donat Castelul Bran Reginei Maria a României, ca semn de recunoștință față de contribuția sa la înfăptuirea Marii Uniri de la 1 decembrie 1918.
- 3 decembrie: Geneva: Este semnat Protocolul privind constituirea Curții Permanente de Justiție Internațională cu sediul la Haga.
- 5 decembrie: Referendumul din Grecia este favorabil pentru reinstalarea monarhiei.
- 8 decembrie: Atentatul cu bombă din Senatul României de către anarhistul Max Goldstein.
- 16 decembrie: Are loc un cutremur de 8,6 grade pe scara Richter în provincia Gansu, China, unde au decedat 80.000 de persoane.

### Nedatate
- A fost înființată CFRNA (Compania Franceză și Română de Navigație Aeriană), actuală TAROM.
- Desenatorul Aurel Petrescu, realizează primul film de desene animate românesc, "Păcală în Lună".
- Ion Jalea a realizat "Monumentul Eroilor francezi din războiul 1916-1918", lucrat în marmură de Carrara, reprezentând un soldat rănit sprijinit de o soră de caritate - care a fost amplasat în Cișmigiu.
- În București ia amploare circulația auto, fiind înregistrate 2.550 de autovehicule.
- În România s-a realizat unificarea monetară, prin scoaterea din circulație a leilor emiși de Banca Generală, a rublelor și coroanelor.
- Mazda Motor Corp. Producător japonez de automobile cu sediul la Hiroshima, fondată de Jujiro Matsuda inițial sub numele de Toyo Cork Kogyo Co. Din octombrie 1931 este redenumit Mazda.
- Qantas Airways United. Companie aeriană australiană.
- Se înființează Societatea Compozitorilor români sub președinția lui George Enescu.
- Teatrul din Timișoara este mistuit de un incendiu. Va fi reconstruit și redeschis în anul 1928.
- Vasile Pârvan publică Idei și forme istorice. Patru lecții inaugurale.

## Nașteri

### Ianuarie

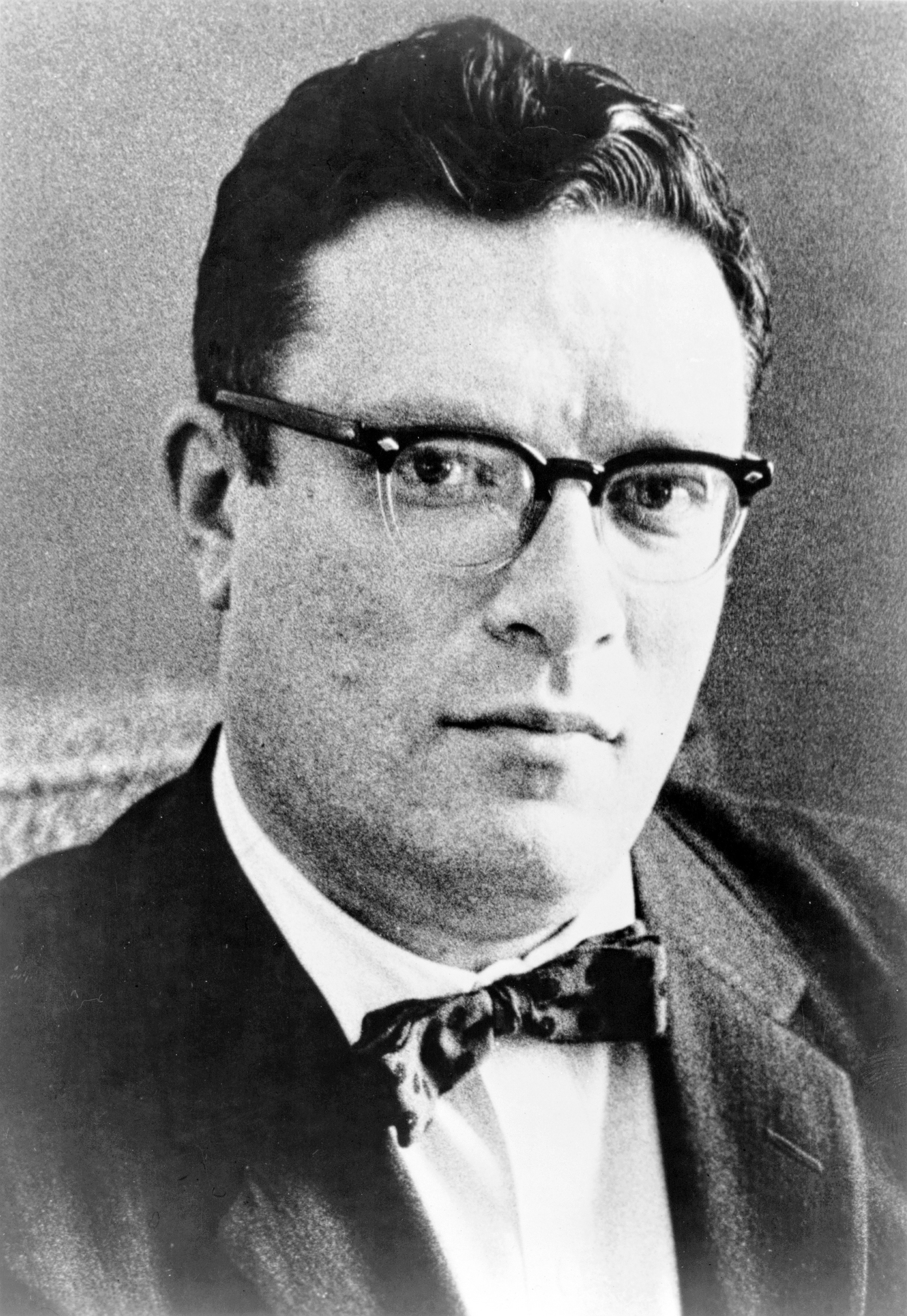
Isaac Asimov, biochimist și scriitor american de origine rusă
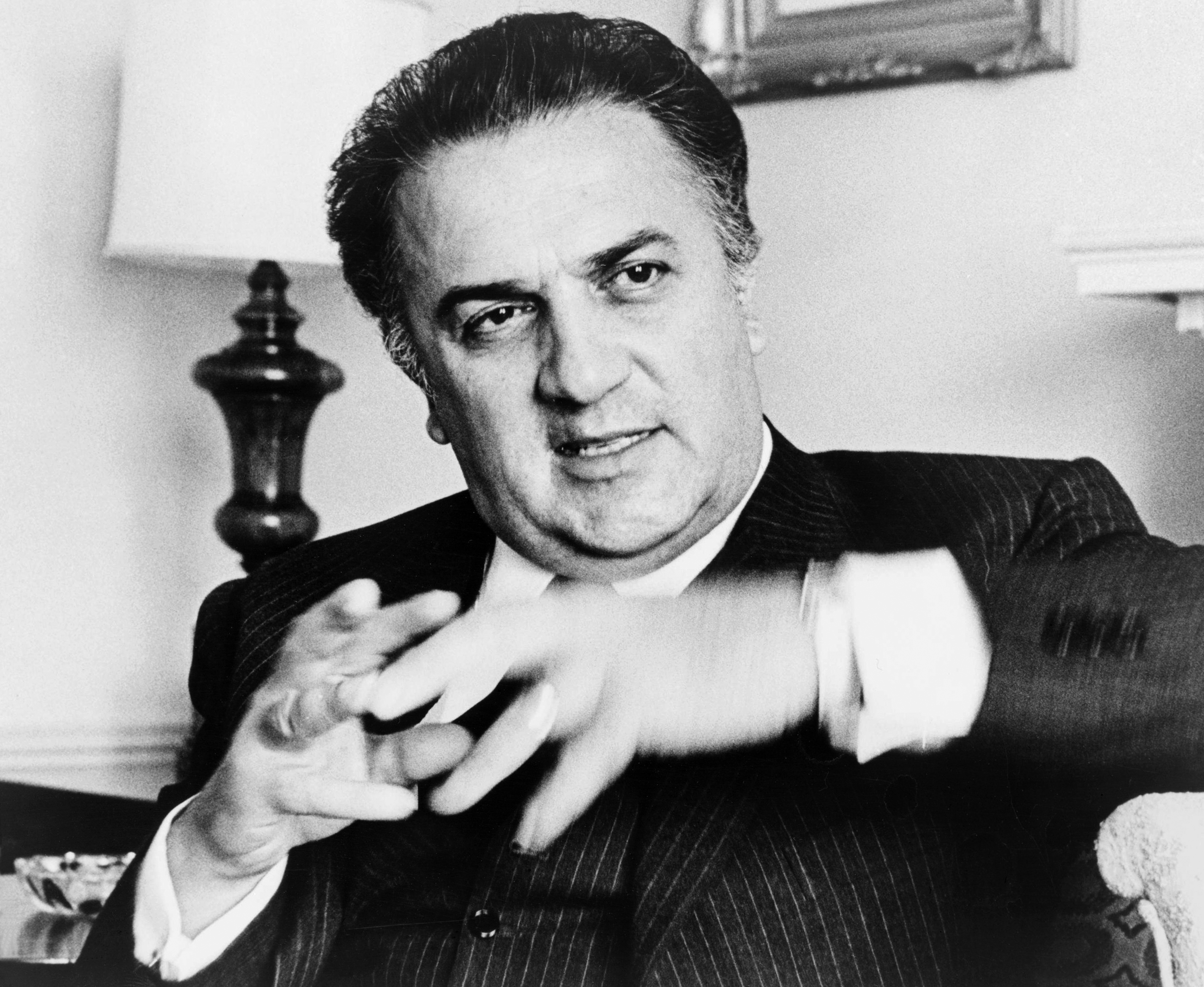
Federico Fellini, regizor italian de film
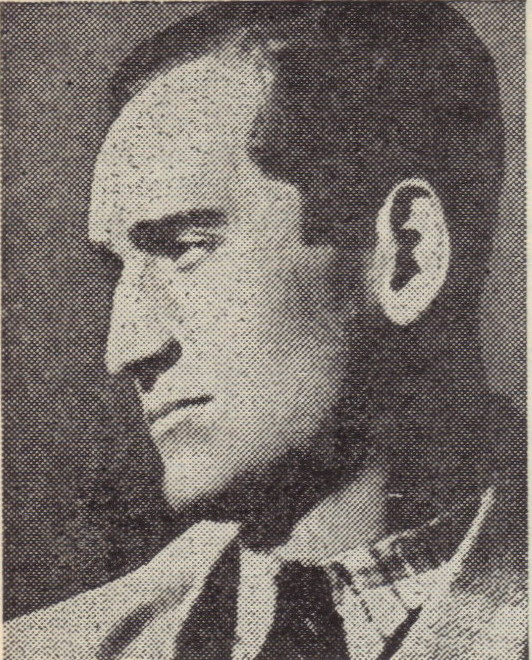
Radu Stanca, poet, dramaturg, eseist și regizor de teatru român
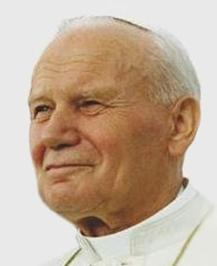
Papa Ioan Paul al II-lea, al 264-lea papă al Bisericii Catolice și episcop al Romei

- 1 ianuarie: Shaban Demiraj, albanolog și lingvist albanez (d. 2014)
- 2 ianuarie: Isaac Asimov, biochimist și scriitor american de literatură SF, de origine rusă (d. 1992)
- 3 ianuarie: Siegfried Buback, procuror general al R. F. Germania (d. 1977)
- 7 ianuarie: Vincent Gardenia (n. Vincenzo Gardenia Scognamiglio), actor italo-american (d. 1992)
- 16 ianuarie: Ioan M. Bota, preot greco-catolic român, istoric, profesor universitar doctor, prelat papal, veteran de război, colonel în rezervă, deținut politic (d. 2021)
- 20 ianuarie: Federico Fellini, regizor italian de film (d. 1993)
- 22 ianuarie: Chiara Lubich, activistă italiană catolică, liderul și fondatorul Mișcării Focolare (d. 2008)

### Februarie
- 11 februarie: Farouk al Egiptului, rege al Egiptului și Sudanului (1936-1952), (d. 1965)

### Martie
- 5 martie: Radu Stanca, poet, dramaturg, eseist și regizor de teatru român (d. 1962)
- 6 martie: Ernest Maftei, actor român de film (d. 2006)
- 11 martie: Nicolaas Bloembergen, fizician american de origine olandeză (d. 2017)
- 25 martie: Henry Mălineanu, compozitor român de muzică ușoară, romanțe, operetă (d. 2000)

### Aprilie
- 1 aprilie: Mifune Toshirō, actor, regizor și producător japonez de film (d. 1997)

### Mai
- 17 mai: Geo Dumitrescu, poet, traducător și scriitor român, director al revistei România literară (d. 2004)
- 18 mai: Papa Ioan Paul al II-lea (n. Karol Józef Wojtyła), al 264-lea papă al Bisericii Catolice și episcop al Romei (1978-2005), (d. 2005)

### Iunie
- 21 iunie: Puiu Călinescu (n. Alexandru Călinescu), actor român de film și teatru (d. 1997)

### Iulie
- 21 iulie: Mohammed Dib, scriitor algerian (d. 2003)

### August

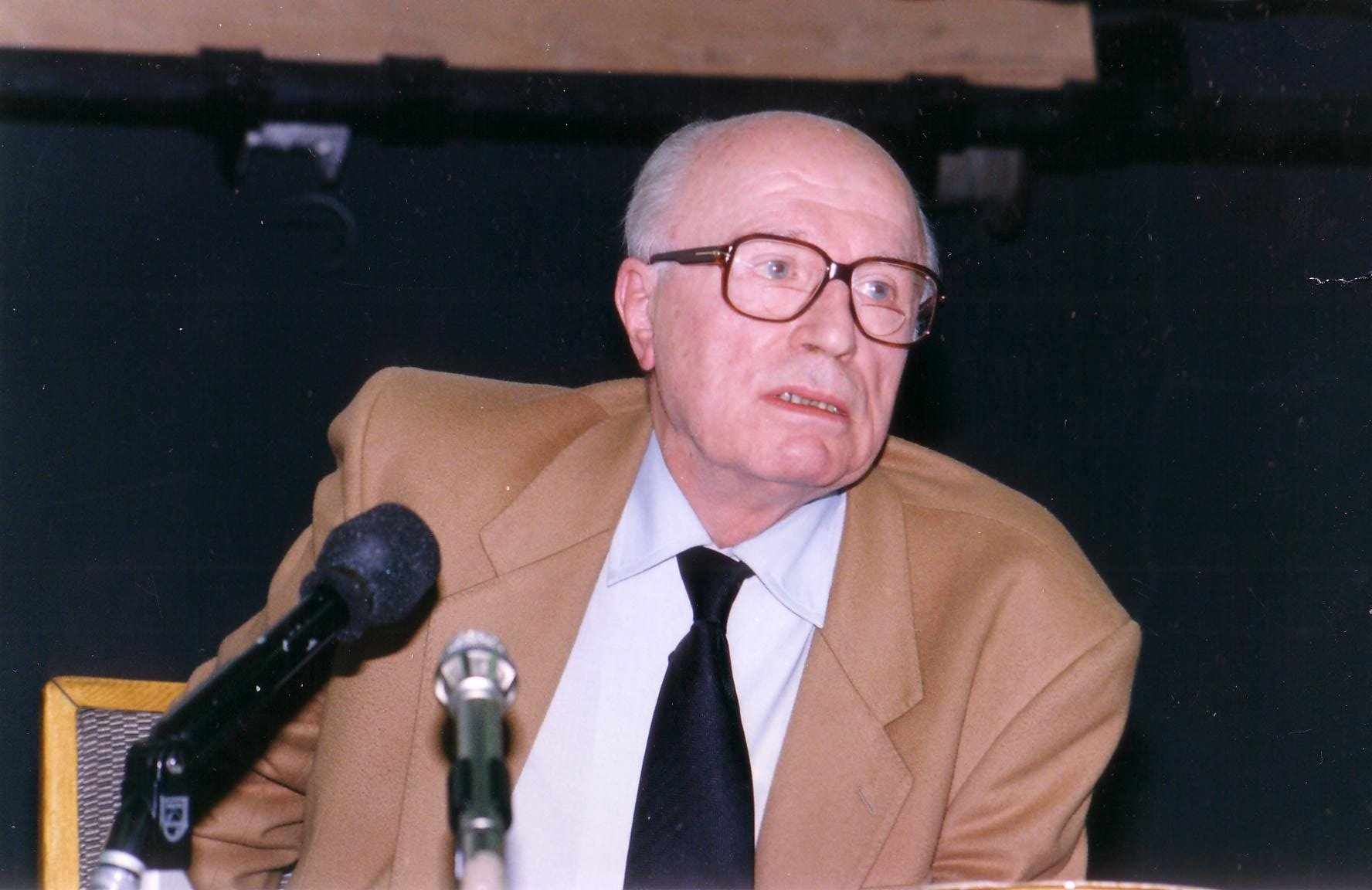
Virgil Ierunca, critic literar, poet și publicist român
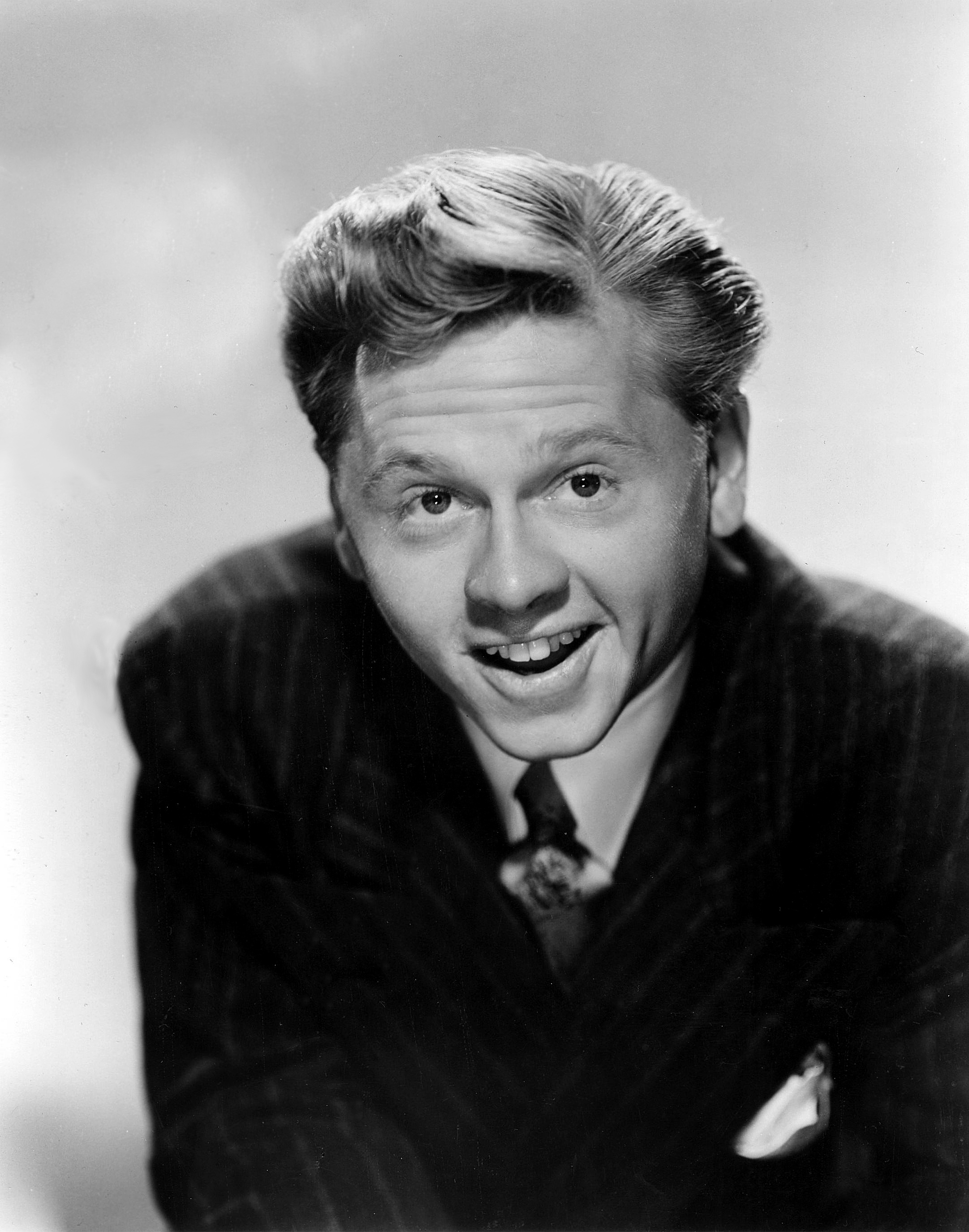
Mickey Rooney, actor american
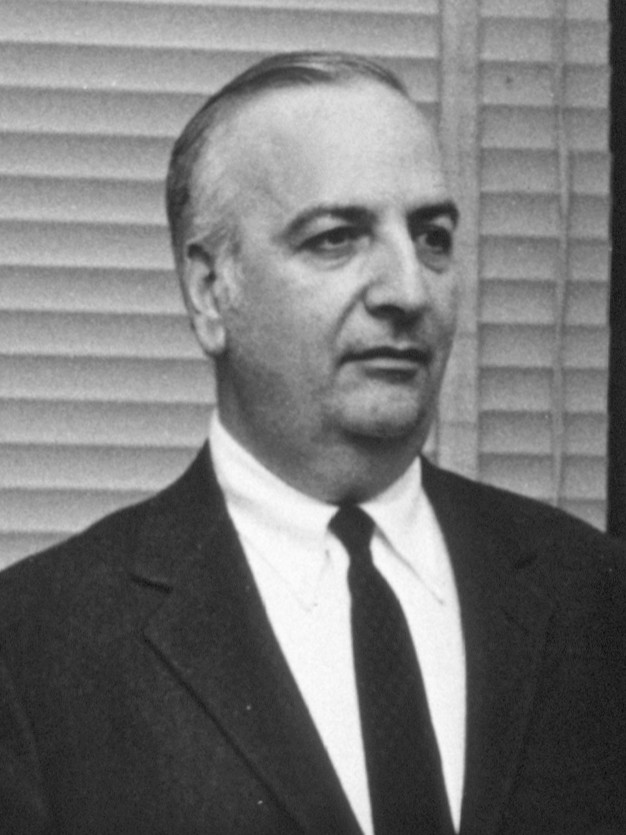
Baruj Benacerraf, medic american de origine venezueleană, laureat al Premiului Nobel

- 16 august: Virgil Ierunca, critic literar, publicist și poet român (d. 2006)
- 16 august: Charles Bukowski, scriitor american (d. 1994)
- 20 august: Zoe Dumitrescu Bușulenga, critic literar, eseist și pedagog român (d. 2006)
- 21 august: Marius Munteanu, poet român (d. 2005)

### Septembrie
- 23 septembrie: Mickey Rooney (n. Ninnian Joseph Yule Jr.), actor american de film (d. 2014)
- 24 septembrie: Peter Carl Fabergé (Karl Gustavovici Fabergé), 74 ani, bijutier rus, autorul celebrelor Ouă Fabergé, considerate printre cele mai scumpe bijuterii din lume (n. 1846)

### Octombrie
- 1 octombrie: Walter Matthau (n. Walter John Matthow), actor american de film (d. 2000)
- 15 octombrie: Henri Verneuil (n. Achod Malakian), regizor francez de etnie armeană (d. 2002)
- 17 octombrie: Montgomery Clift (Edward Montgomery Clift), actor american de film (d. 1966)
- 21 octombrie: Vladimir Hanga, profesor universitar român, specialitatea drept roman și istoria dreptului românesc  (d. 2013)
- 28 octombrie: Valentina Rusu-Ciobanu, pictoriță din Republica Moldova (d. 2021)
- 29 octombrie: Baruj Benacerraf, medic american de origine venezueleană, laureat al Premiului Nobel (1980), (d. 2011)

### Noiembrie
- 23 noiembrie: Paul Celan (n. Paul Peisah Antschel), poet român de etnie evreiască (d. 1970)

## Decese

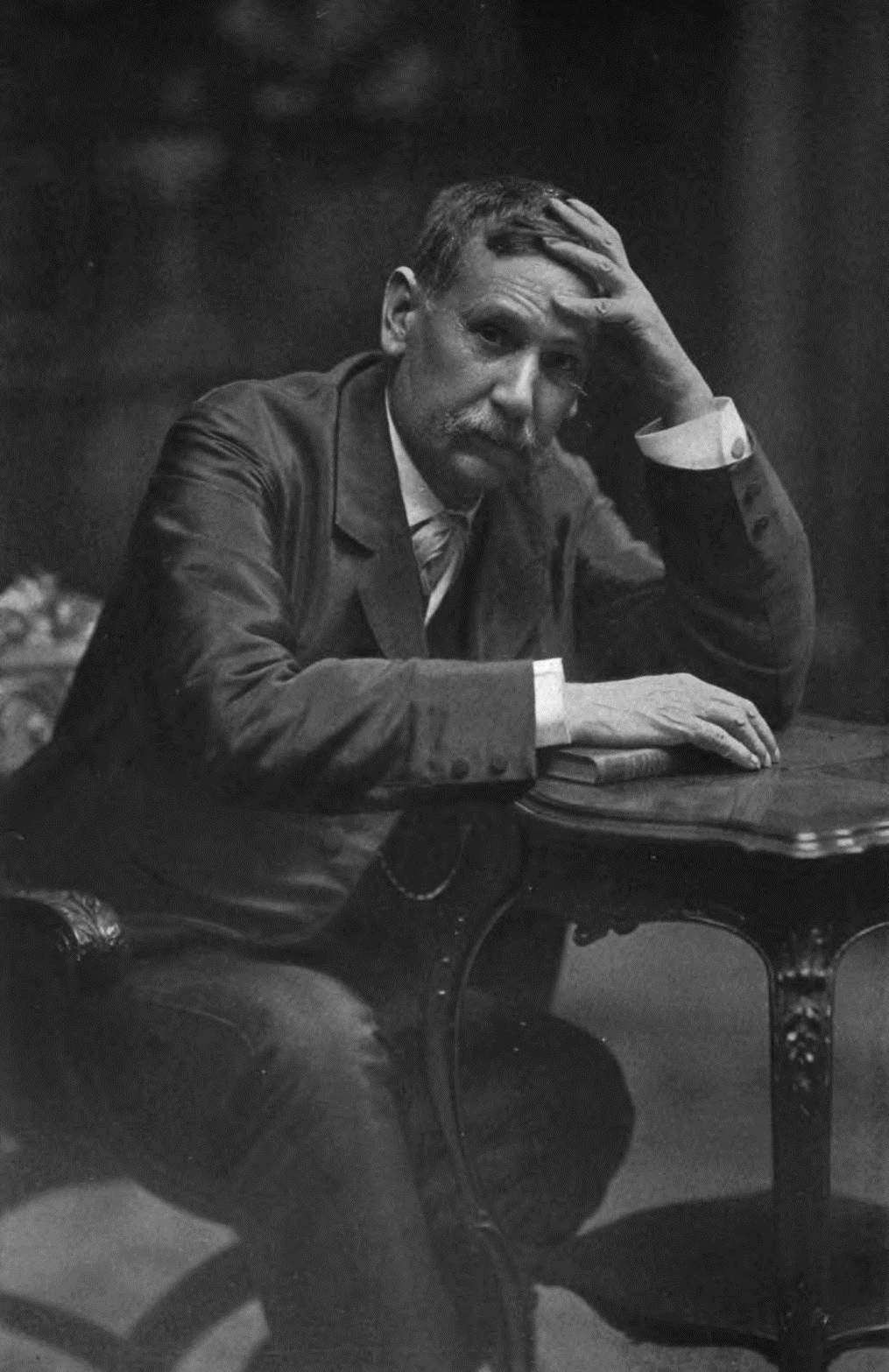
Benito Pérez Galdós, scriitor spaniol
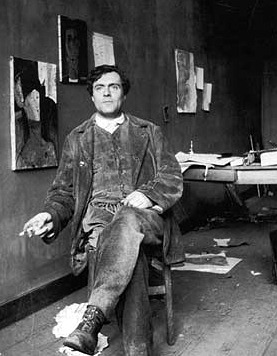
Amedeo Modigliani, pictor și sculptor italian stabilit în Franța
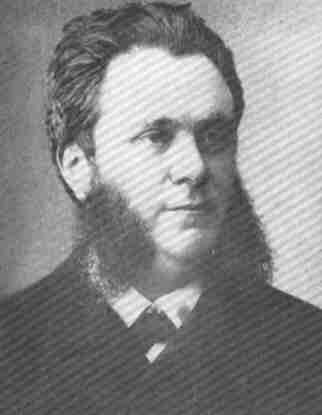
Alexandru D. Xenopol, filosof, istoric, pedagog și scriitor român
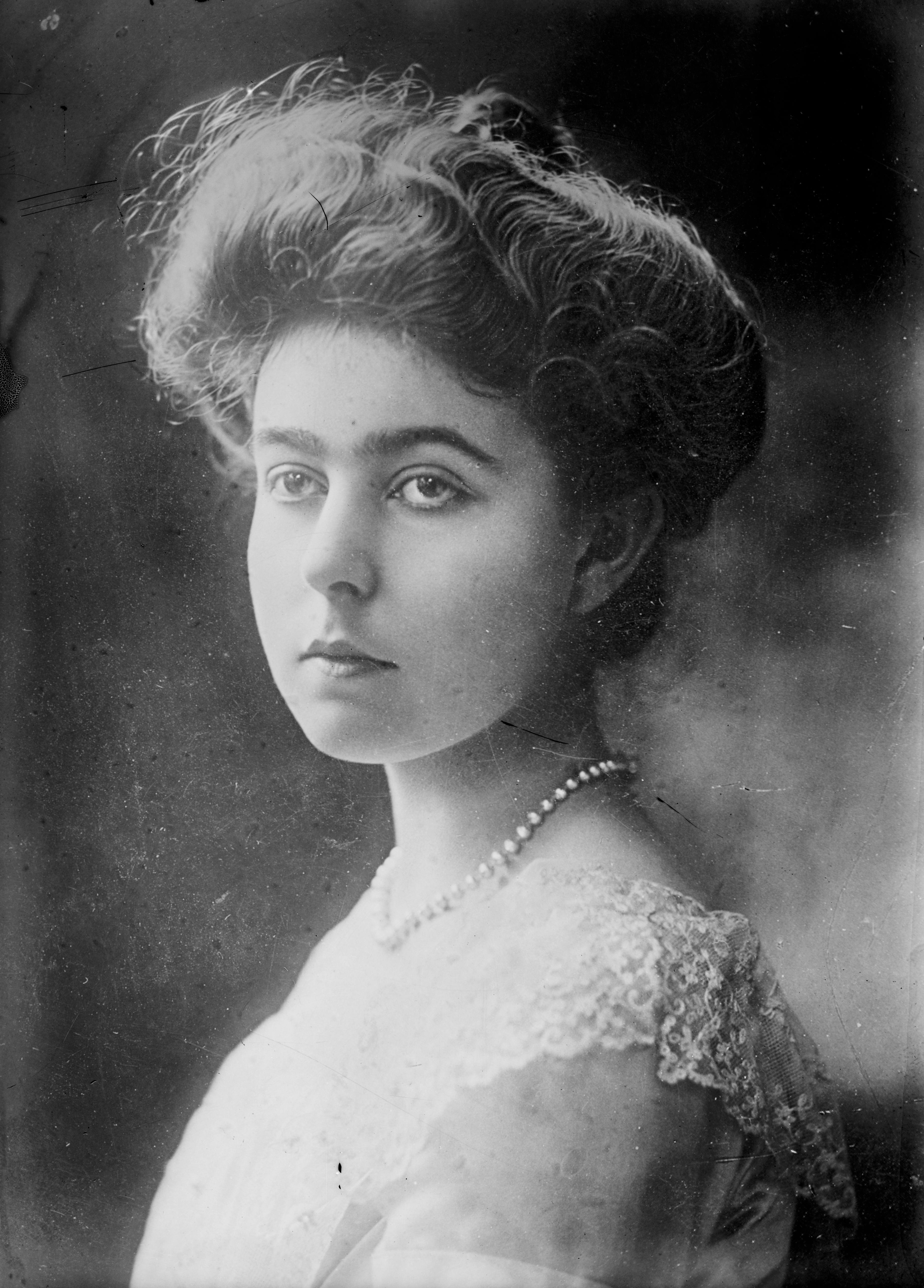
Prințesa Margaret de Connaught

- 4 ianuarie: Benito Pérez Galdós, 76 ani, scriitor spaniol (n. 1843)
- 24 ianuarie: Amedeo Modigliani, 35 ani, pictor și sculptor italian stabilit în Franța (n. 1884)
- 25 ianuarie: Jeanne Hébuterne, 21 ani, pictoriță franceză, soția lui Amedeo Modigliani (n. 1898)
- 28 ianuarie: Panas Mirnîi (n. Panas Iakovici Rudcenko), 70 ani, scriitor ucrainean (n. 1849)
- 6 februarie: Dimitrie C. Sturdza-Scheianu, 80 ani, istoric și politician român, membru de onoare al Academiei Române (n. 1839)
- 7 februarie: Aleksandr Kolceak, 45 ani, amiral rus și explorator polar (n. 1874)
- 16 februarie: Ducele Johann Albert de Mecklenburg, 62 ani (n. 1857)
- 20 februarie: Robert Peary (n. Robert Edwin Peary), 63 ani, navigator și explorator american (n. 1856)
- 21 februarie: Afonso, Prinț Regal al Portugaliei (n. Afonso Henriques de Bragança), 54 ani (n. 1865)
- 27 februarie: Alexandru D. Xenopol (n. Alexandru Dimitrie Xenopol), 72 ani, filosof, istoric, pedagog și scriitor român (n. 1847)
- 26 martie: Luís de Orléans-Braganza (n. Luís Maria Filipe Pedro de Alcântara Gastão Miguel Rafael Gonzaga), 42 ani (n. 1878)
- 1 mai: Prințesa Margaret de Connaught (n. Margaret Victoria Charlotte Augusta Norah), 38 ani, Prințesă Moștenitoare a Suediei (n. 1882)
- 6 mai: Hortense Schneider (n. Hortense Catherine Schneider), 87 ani, soprană franceză (n. 1833)
- 7 mai: Constantin Dobrogeanu-Gherea, 64 ani, scriitor, critic literar, om politic român (n. 1855)
- 20 mai: Emil Ábrányi, 69 ani, poet, jurnalist, traducător și politician maghiar (n. 1850)

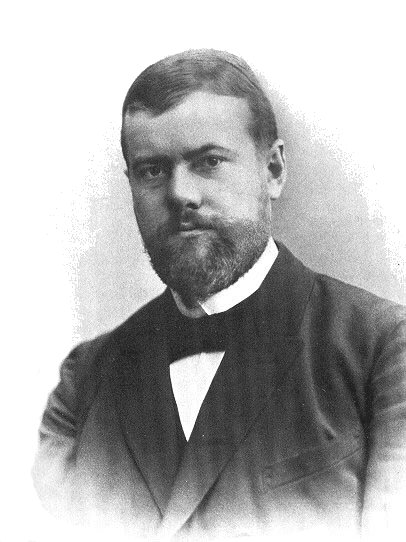
Max Weber, economist german
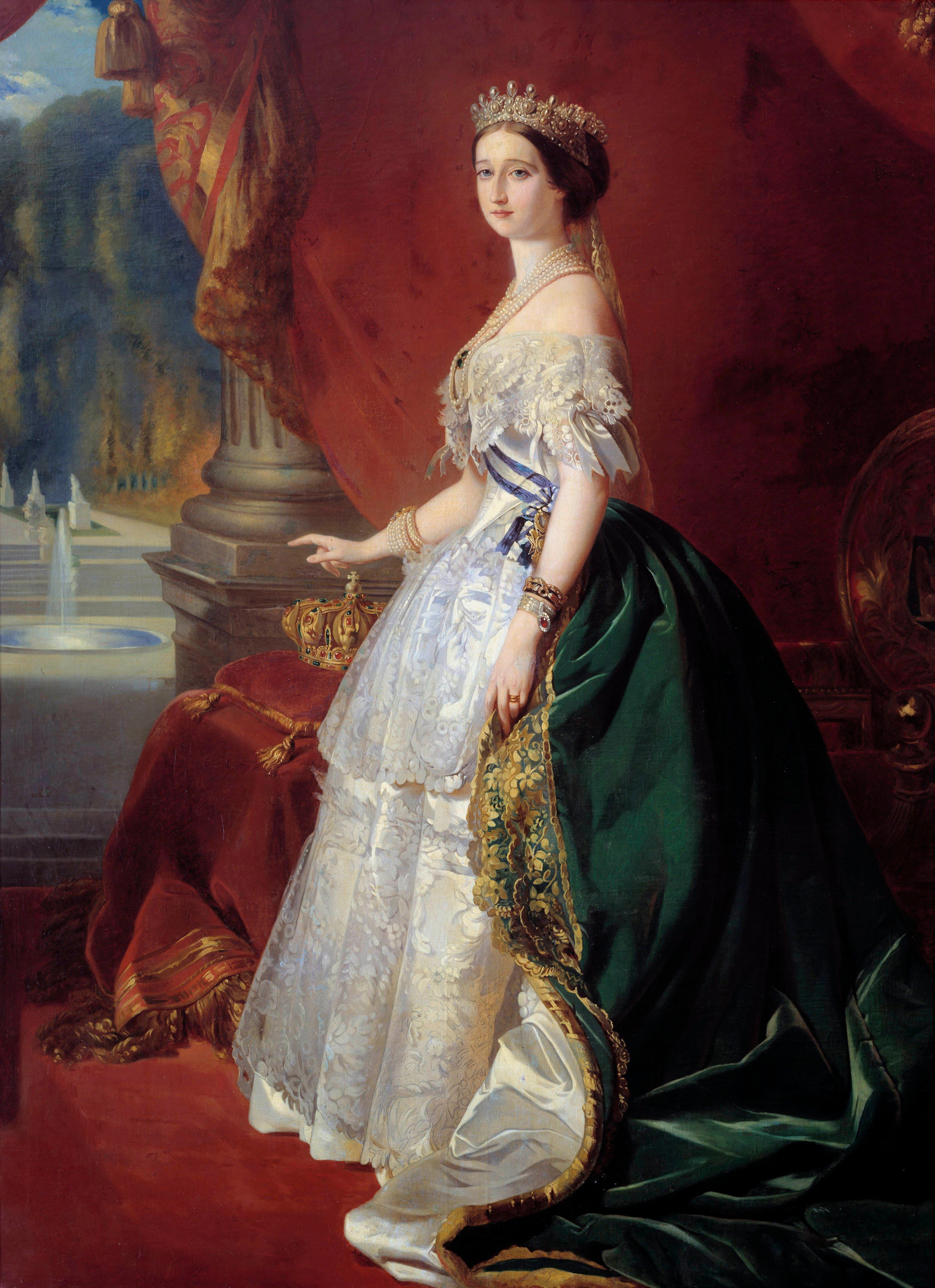
Împărăteasa Eugenia a Franței, soția lui Napoleon al III-lea
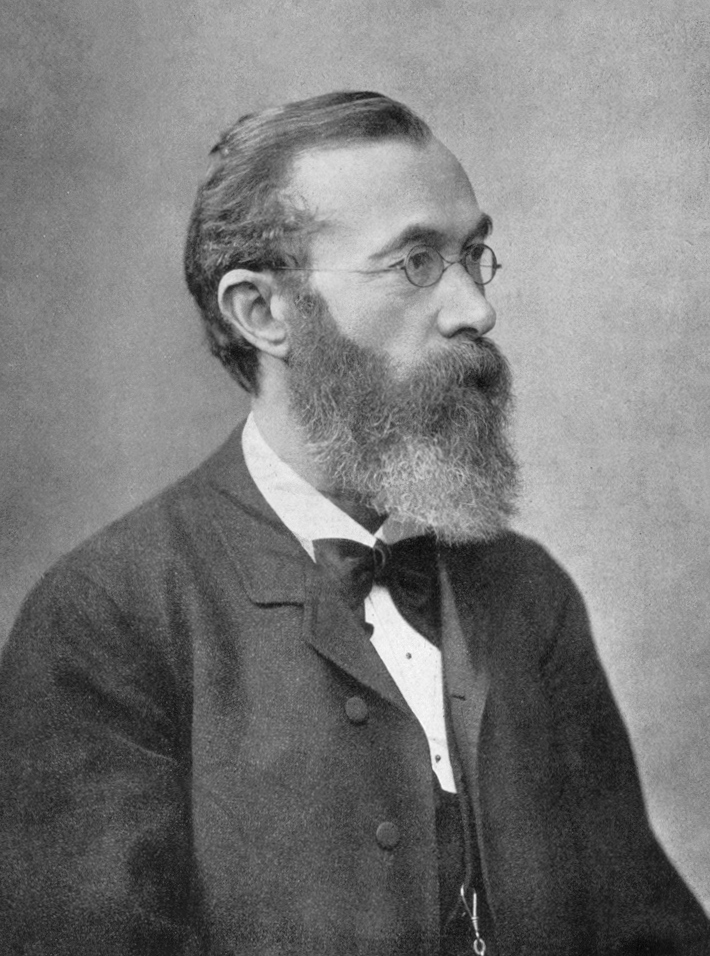
Wilhelm Wundt, psiholog, fiziolog și filozof german
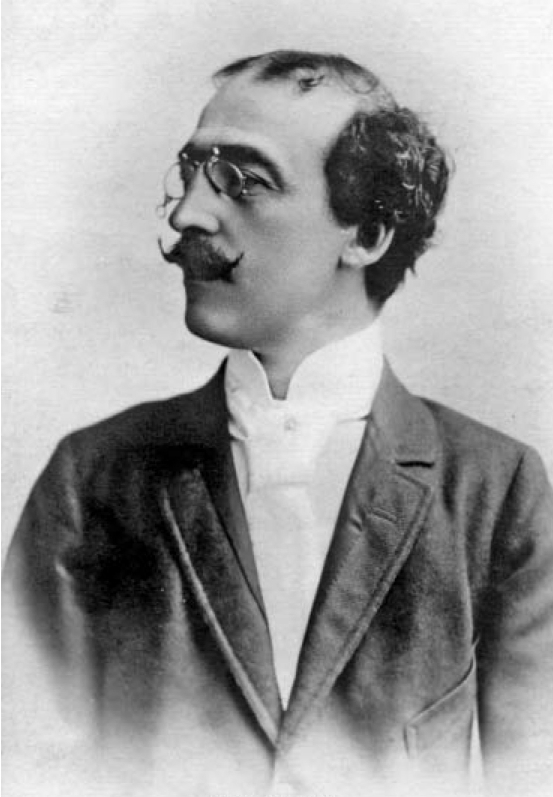
Alexandru Macedonski, poet, prozator, dramaturg și publicist român

- 14 iunie: Max Weber (n. Maximilian Carl Emil Weber), 56 ani, economist german (n. 1864)
- 11 iulie: Împărăteasa Eugenia a Franței (n. María Eugenia Ignacia Augustina de Palafox Portocarrero de Guzmán y Kirkpatrick), 94 ani, soția lui Napoleon al III-lea (n. 1826)
- 18 iulie: Prințul Joachim al Prusiei (n. Joachim Franz Humbert), 29 ani (n. 1890)
- 16 august: Norman Lockyer, 84 ani, astronom englez (n. 1836)
- 31 august: Wilhelm Wundt (n. Wilhelm Maximilian Wundt), 88 ani, psiholog, fiziolog și filozof german (n. 1832)
- 6 septembrie: Maria de Mecklenburg-Schwerin (n. Marie Alexandrine Elisabeth Eleonore), 66 ani, Mare Ducesă Maria Pavlovna a Rusiei (n. 1854)
- 24 septembrie: Peter Carl Fabergé, 74 ani, bijutier rus (n. 1846)
- 24 octombrie: Marea Ducesă Maria Alexandrovna a Rusiei, 67 ani, mama Reginei Maria a României (n. 1853)
- 25 octombrie: Alexandru I, 27 ani, rege al Greciei (1917-1920), (n. 1893)
- 3 noiembrie: Hans-Georg Tersling, 62 ani, arhitect danez (n. 1857)
- 8 noiembrie: Nectarie din Egina (n. Anastasios Kephala), 74 ani, episcop al Pentapolei și ctitor al mănăstirii "Sfânta Treime" din insula Eghina (n. 1846)
- 24 noiembrie: Alexandru Macedonski, 66 ani, poet, prozator, dramaturg și publicist român, membru post-mortem al Academiei Române (n. 1854)
- 18 decembrie: Matthías Jochumsson, 85 ani, scriitor, traducător și preot islandez (n. 1835)

## Premii Nobel
- Fizică: Charles Edouard Guillaume (Elveția)
- Chimie: Walther Nernst (Germania)
- Medicină: August Krogh (Danemarca)
- Literatură: Knut Hamsun (Norvegia)
- Pace: Léon Bourgeois (Franța)